# 베니스 (로스앤젤레스)

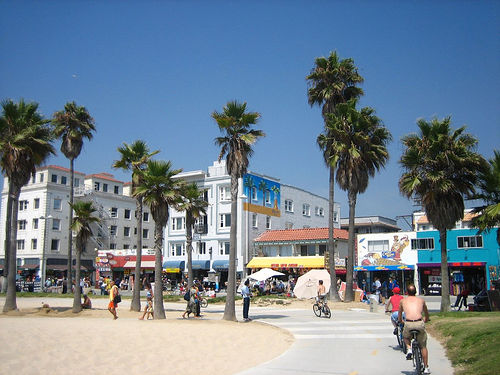
베니스

베니스(Venice)는 로스앤젤레스의 지구로, 인구는 40,885명이다.